# Fra Mauro (cràter)

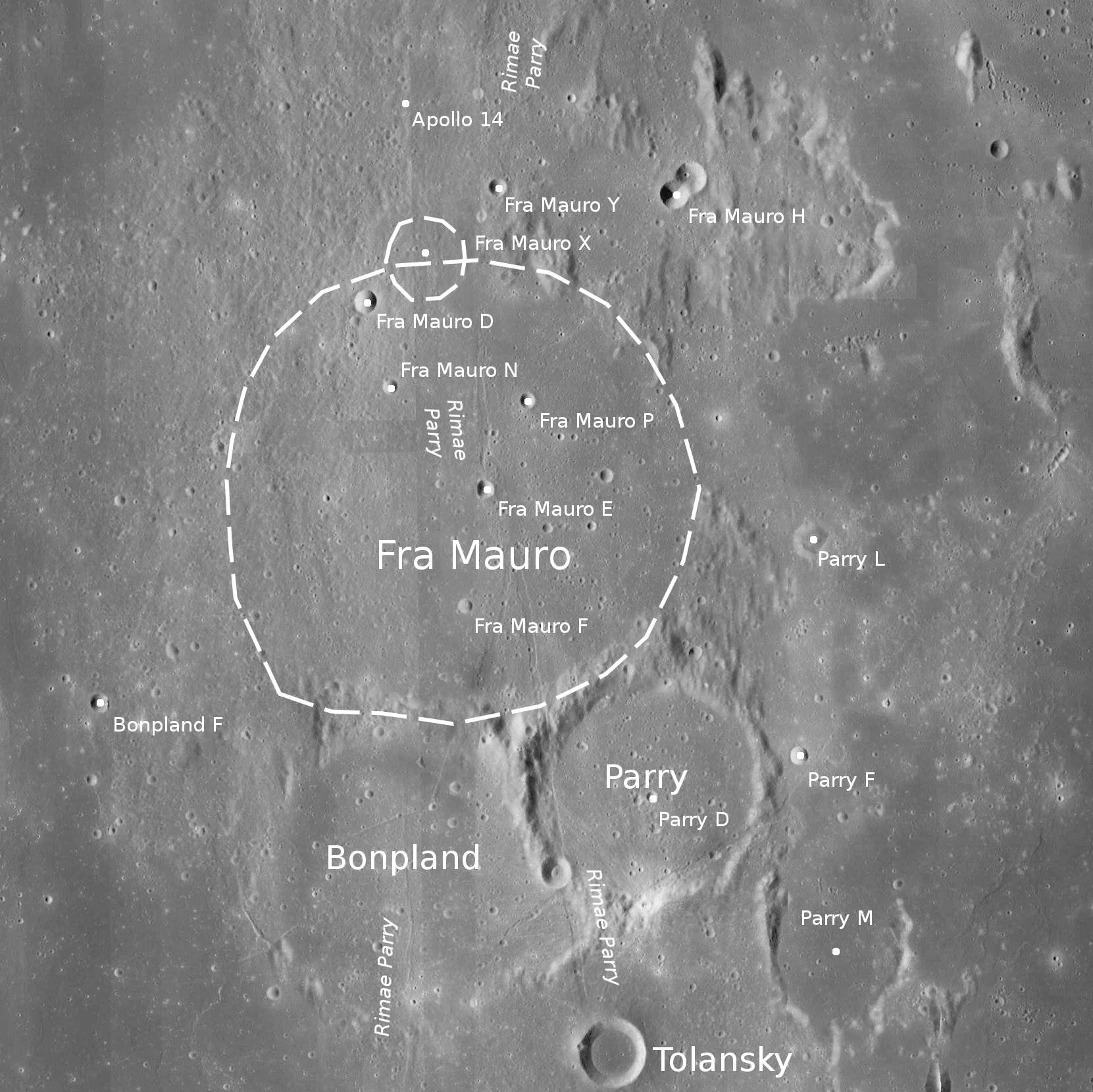
Cràter Fra Mauro. Foto: LRO

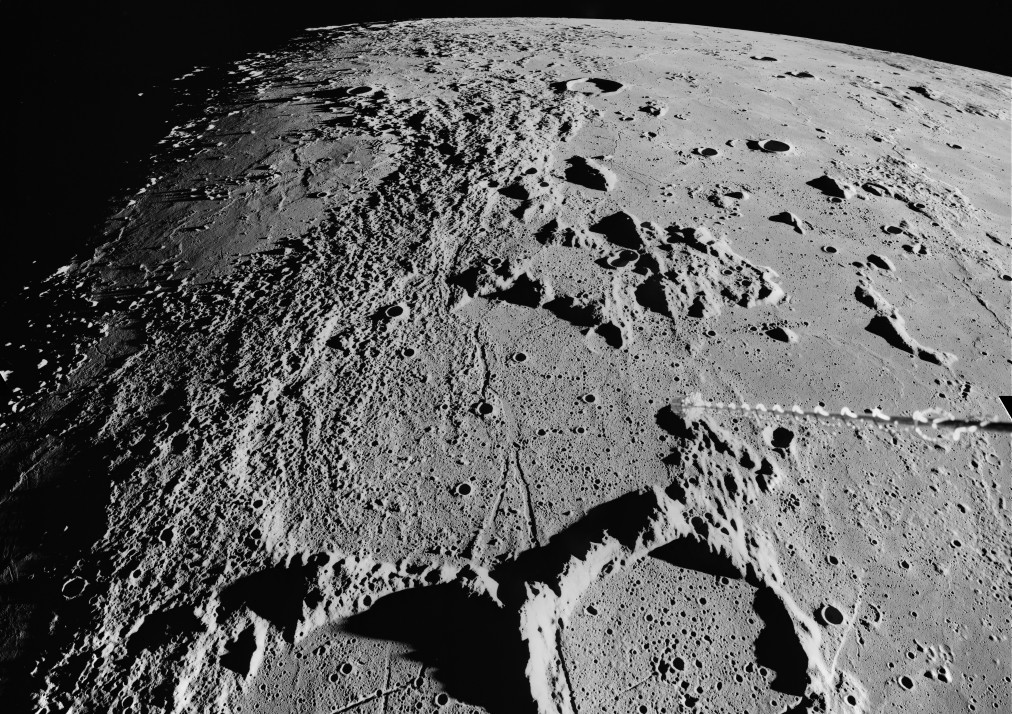
Fotografia de la missió Apol·lo 16

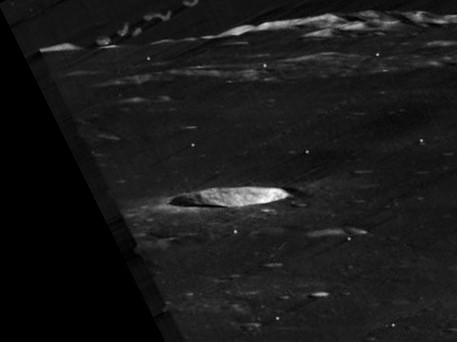
Vista obliqua de Fra Mauro T, des de la Lunar Orbiter 3

Fra Mauro és un astroblema, el romanent desgastat d'una plana emmurallada lunar. És part de la formació Fra Mauro circumdant, estant situat al nord-est del Mare Cognitum i al sud-est del Mare Insularum. Pel seu costat sud s'uneix amb els cràters Bonpland i Parry, que envaeixen parcialment la formació provocant que les restes del brocal es precipitin cap a l'interior del cràter.

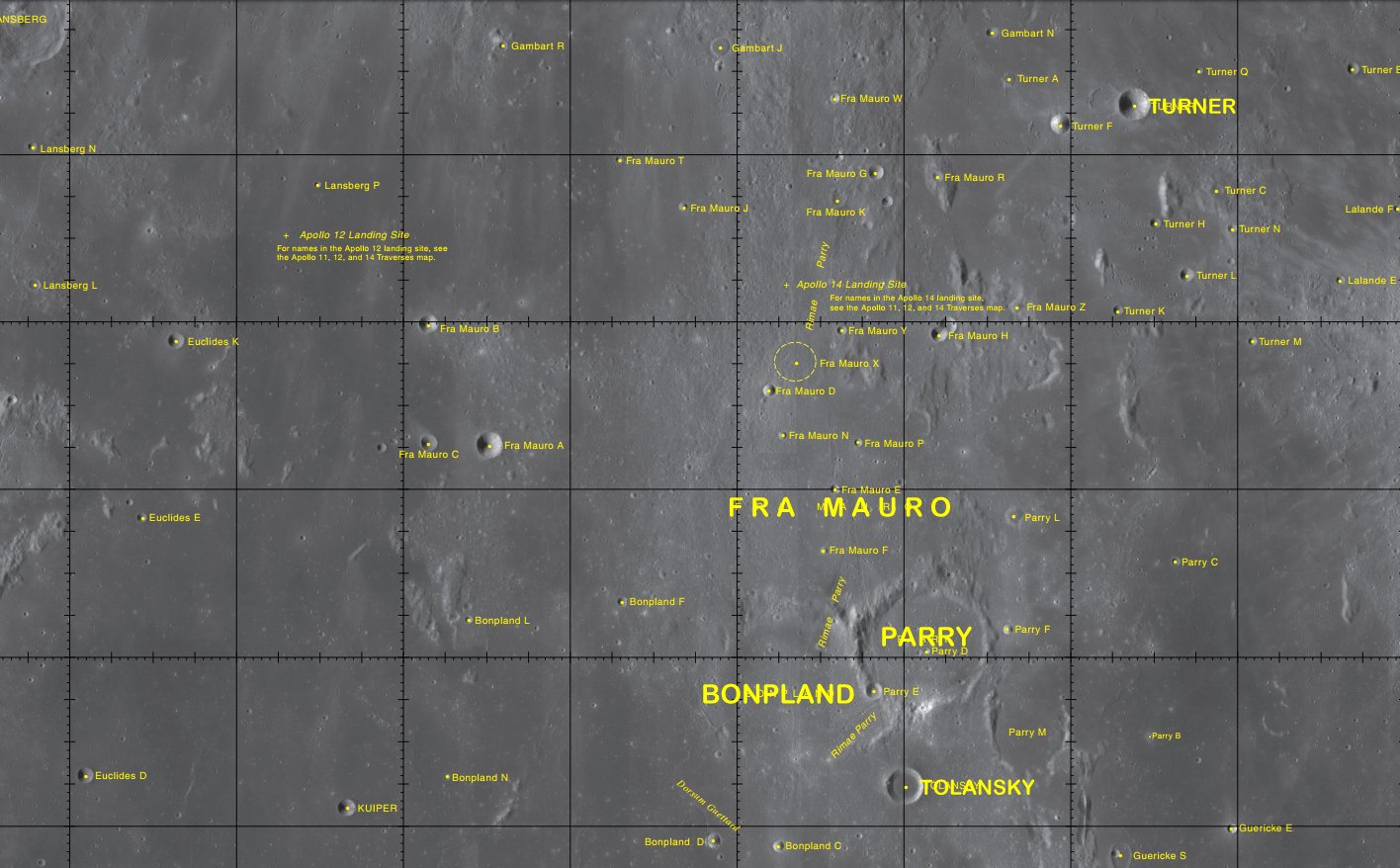
Localització de Fra Mauro. Fotografia de la missió Lunar Reconnaissance Orbiter

Les restes del brocal de Fra Mauro estan molt desgastades, amb nombroses incisions d'impactes passats i obertures en les parets nord i est. La vora més destacada és el sud-est, on comparteix una paret amb Parry. La resta consisteix en poc més que mínims relleus baixos i irregulars. L'elevació màxima de la vora externa és 0,7 km.
El fons d'aquesta formació ha estat cobert per lava basàltica, i està recorregut en sentit nord-sud fins a les seves vores per una sèrie d'esquerdes. No presenta pic central, encara que el petit cràter Fra Mauro I es troba gairebé en el punt mitjà de la formació.

## Missions Apol·lo
| La zona nord del cràter Fra Mauro va ser el lloc previst per al malmès aterratge de la missió Apol·lo 13, que va ser avortat després que un tanc d'oxigen a bord de la nau espacial explotés. La tripulació més tard va tornar fora de perill a la Terra. La següent missió, Apol·lo 14, va aterrar en Fra Mauro. La tripulació de l'Apol·lo 14 (Alan Shepard i Edgar Mitchell) va prendre mostres de la escletxa dipositada per l'impacte que va formar la conca del Mare Imbrium, que cobreix parcialment Fra Mauro. Aquest mantell d'enderrocs en brut procedents del material ejectat és conegut com a "Formació Fra Mauro". |

## Cràters satèl·lit
Per convenció aquests elements són identificats en els mapes lunars posant la lletra en el costat del punt mitjà del cràter que està més prop de Fra Mauro.
|           | \| Fra Mauro \| Coordenades \| Diàmetre \| \| --------- \| ---------------------------------- \| -------- \| \| A \| 5° 24′ S, 20° 54′ O / 5.4°S,20.9°O \| 9 km \| \| B \| 4° 00′ S, 21° 42′ O / 4.0°S,21.7°O \| 7 km \| \| C \| 5° 24′ S, 21° 36′ O / 5.4°S,21.6°O \| 7 km \| \| D \| 4° 48′ S, 17° 36′ O / 4.8°S,17.6°O \| 5 km \| \| E \| 6° 00′ S, 16° 48′ O / 6.0°S,16.8°O \| 4 km \| \| F \| 6° 42′ S, 16° 54′ O / 6.7°S,16.9°O \| 3 km \| \| G \| 2° 12′ S, 16° 18′ O / 2.2°S,16.3°O \| 6 km \| \| H \| 4° 06′ S, 15° 30′ O / 4.1°S,15.5°O \| 6 km \| \| J \| 2° 36′ S, 18° 36′ O / 2.6°S,18.6°O \| 3 km \| \| K \| 2° 30′ S, 16° 42′ O / 2.5°S,16.7°O \| 6 km \| \| N \| 5° 18′ S, 17° 24′ O / 5.3°S,17.4°O \| 3 km \| \| P \| 5° 24′ S, 16° 30′ O / 5.4°S,16.5°O \| 3 km \| \| R \| 2° 12′ S, 15° 36′ O / 2.2°S,15.6°O \| 3 km \| \| T \| 2° 06′ S, 19° 18′ O / 2.1°S,19.3°O \| 3 km \| \| W \| 1° 18′ S, 16° 48′ O / 1.3°S,16.8°O \| 4 km \| \| X \| 4° 30′ S, 17° 18′ O / 4.5°S,17.3°O \| 20 km \| \| Y \| 4° 06′ S, 16° 42′ O / 4.1°S,16.7°O \| 4 km \| \| Z \| 3° 48′ S, 14° 36′ O / 3.8°S,14.6°O \| 5 km \| |          |
| Fra Mauro | Coordenades | Diàmetre |
| A         | 5° 24′ S, 20° 54′ O / 5.4°S,20.9°O | 9 km     |
| B         | 4° 00′ S, 21° 42′ O / 4.0°S,21.7°O | 7 km     |
| C         | 5° 24′ S, 21° 36′ O / 5.4°S,21.6°O | 7 km     |
| D         | 4° 48′ S, 17° 36′ O / 4.8°S,17.6°O | 5 km     |
| E         | 6° 00′ S, 16° 48′ O / 6.0°S,16.8°O | 4 km     |
| F         | 6° 42′ S, 16° 54′ O / 6.7°S,16.9°O | 3 km     |
| G         | 2° 12′ S, 16° 18′ O / 2.2°S,16.3°O | 6 km     |
| H         | 4° 06′ S, 15° 30′ O / 4.1°S,15.5°O | 6 km     |
| J         | 2° 36′ S, 18° 36′ O / 2.6°S,18.6°O | 3 km     |
| K         | 2° 30′ S, 16° 42′ O / 2.5°S,16.7°O | 6 km     |
| N         | 5° 18′ S, 17° 24′ O / 5.3°S,17.4°O | 3 km     |
| P         | 5° 24′ S, 16° 30′ O / 5.4°S,16.5°O | 3 km     |
| R         | 2° 12′ S, 15° 36′ O / 2.2°S,15.6°O | 3 km     |
| T         | 2° 06′ S, 19° 18′ O / 2.1°S,19.3°O | 3 km     |
| W         | 1° 18′ S, 16° 48′ O / 1.3°S,16.8°O | 4 km     |
| X         | 4° 30′ S, 17° 18′ O / 4.5°S,17.3°O | 20 km    |
| Y         | 4° 06′ S, 16° 42′ O / 4.1°S,16.7°O | 4 km     |
| Z         | 3° 48′ S, 14° 36′ O / 3.8°S,14.6°O | 5 km     |